# Митино (Петушинский район)
Митино — упразднённая деревня в Петушинском районе Владимирской области России. Ныне урочище на территории Пекшинского сельского поселения.

## География
Деревня стояла на берегу реки Пекша, напротив и северо-восточнее деревни Калинино.

## История
По данным на 1905 год деревня входила в Короваевскую волость Покровского уезда Владимирской губернии в 29 верстах от города Покров.

## Население
По данным на 1857 год: в деревне 5 дворов, жителей мужского пола 37, женского 33. В деревне располагался господский деревянный дом госпожи Хметевской.

По данным на 1859 год: в деревне было 12 дворов, проживало 38 человек мужского пола и 40 женского.

По данным на 1896 год: 2 двора, 8 жителей, усадьба Козловского, при ней конный завод Крашенникова (1 двор, 10 жителей).

По данным на 1905 год: усадьба Козловского, 4 жителя мужского пола, 3 женского.

## Инфраструктура
Основа экономики — сельское хозяйство. Были подворья, Козловского, при ней конный завод Крашенникова.

## Транспорт
Располагалось на Черкутинском торговом тракте из города Покров в город Юрьев.